# Prêmio Dahl–Nygaard
O Prêmio Dahl–Nygaard (em alemão:  AITO Dahl-Nygaard-Preis) é um prêmio anual na área da engenharia de software. São condecorados anualmente um pesquisador estabelecido por suas realizações profissionais de destaque e um jovem pesquisador, que tenha mostrado grande potencial. Este último recebe adicionalmente ao prêmio uma dotação no montante de 2.000 euros para fundos de pesquisa.
O prêmio foi estabelecido em 2004 através de uma dotação da Association Internationale pour les Technologies Objets (AITO), uma organização sem fins lucrativos com sede em Kaiserslautern, Alemanha.
Os laureados com ambos os prêmios são normalmente anunciados na European Conference on Object Oriented Programming (ECOOP). Os prêmios são denominados em memória de Ole-Johan Dahl e Kristen Nygaard, reconhecidos como pais da programação orientada a objeto. Desenvolveram na década de 1960 o Simula, reconhecido como a primeira linguagem de programação orientada a objeto, que foi dentre outras uma predecessora da Smalltalk.

## Recipientes
| Ano  | Local da Conferência | Categoria Sênior                                                         | Categoria Júnior                                                         |
| ---- | -------------------- | ------------------------------------------------------------------------ | ------------------------------------------------------------------------ |
| 2005 | Glasgow              | Bertrand Meyer                                                           | Gail Murphy                                                              |
| 2006 | Nantes               | Erich Gamma, Richard Helm, Ralph Johnson e (postumamente) John Vlissides | Erich Gamma, Richard Helm, Ralph Johnson e (postumamente) John Vlissides |
| 2007 | Berlim               | Luca Cardelli                                                            | Jonathan Aldrich                                                         |
| 2008 | Paphos               | Akinori Yonezawa                                                         | Wolfgang De Meuter                                                       |
| 2009 | Gênova               | David Ungar                                                              | –                                                                        |
| 2010 | Maribor              | Doug Lea                                                                 | Erik Ernst                                                               |
| 2011 | Lancaster            | Craig Chambers                                                           | Atsushi Igarashi                                                         |
| 2012 | Beijing              | Gregor Kiczales                                                          | Tobias Wrigstad                                                          |
| 2013 | Montpellier          | Oscar Nierstrasz                                                         | Matthew Parkinson                                                        |
| 2014 | Uppsala              | William R. Cook, Robert France                                           | Tudor Gîrba                                                              |
| 2015 | Praga                | Bjarne Stroustrup                                                        | Alexander J. Summers                                                     |
| 2016 | Roma                 | James Noble                                                              | Emina Torlak                                                             |
| 2017 | Barcelona            | Gilad Bracha                                                             | Ross Tate                                                                |